# Stanislas de Clermont-Tonnerre

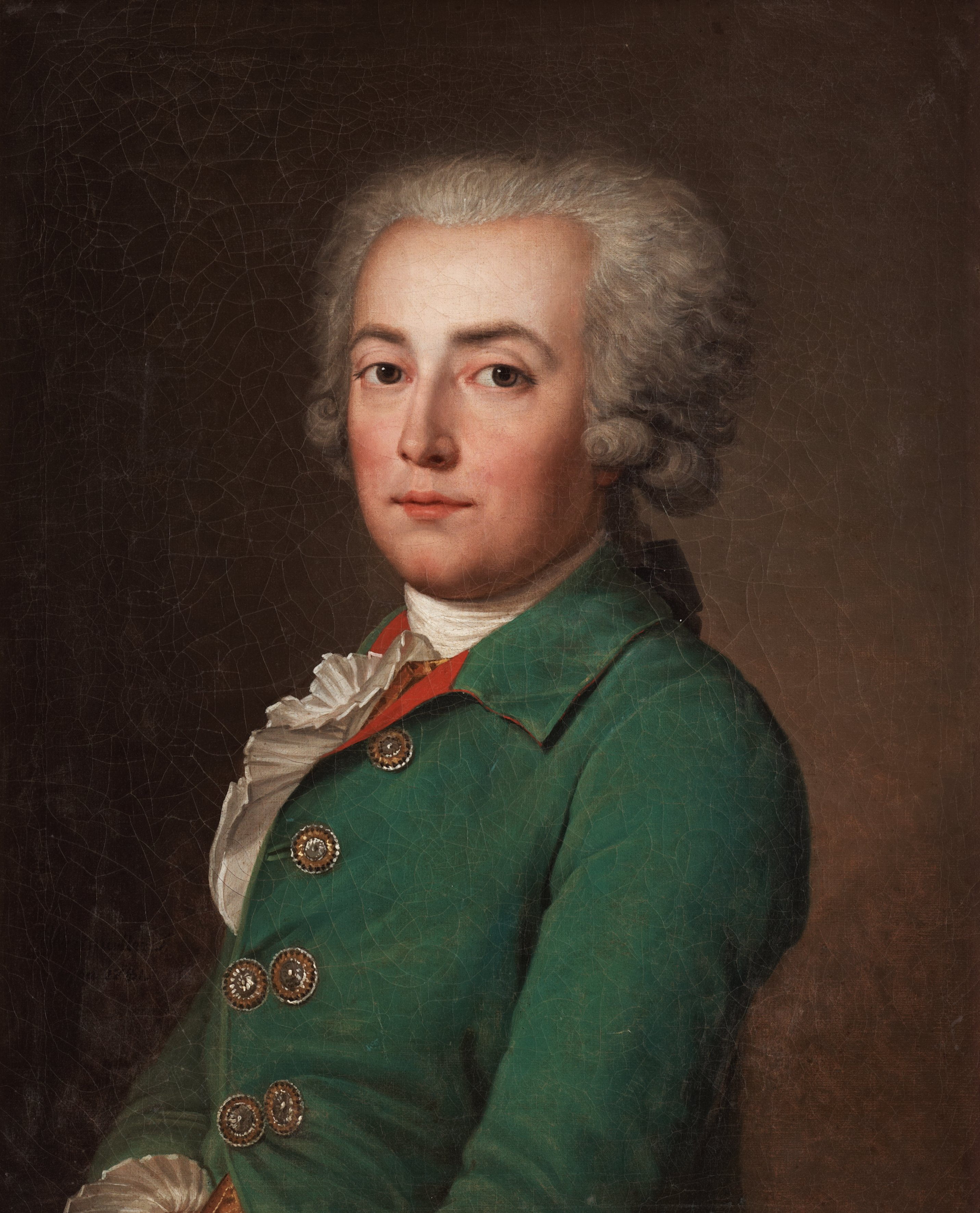
Stanislas de Clermont-Tonnerre, avporträtterad 1781 i Lyon av Adolf Ulrik Wertmüller.

Stanislas de Clermont-Tonnerre, född 8 november 1757, död 10 augusti 1792, var en fransk greve och politiker.
Clermont-Tonnerre var ursprungligen militär, och valdes 1789 till representant i adelsståndet. Han ledde därefter adelns liberaler och verkade dess sammanslutning med tredje ståndet. Sedan en sådan sammanslagning kommit till stånd, blev han ledare för ett parti, som har benämnts "högra centern". Han arbetade för upprättande av ett verkligt tvåkammarsystem och en verkligt konstitutionell monarki, där kungen skulle tillerkännas absolut veto. För dessa syften verkade han i den av honom bildade Club des imparteaux, 1790 omdöpt till Amis de la constitution monarchique. Trots att han hade säte i nationalförsamlingens första konstitutionskommitté, fick han inget gehör för sina åsikter. Revolutionens fortskridande radikalisering gjorde slut på hans inflytande, och han mördades 1792 av en uppretad folkhop.